# Johann Albert von Regel
Pour les articles homonymes, voir Regel.
Johann Albert von Regel (né le 12 décembre 1845 à Zurich et mort le 6 juillet 1908 à Odessa,) est un médecin et botaniste russo-suisse.